# Baade 152
Baade 152 (jinak též VEB-152) byl východoněmecký čtyřmotorový proudový dopravní letoun pro střední tratě. Jeho konstrukce byla odvozena z bombardéru OKB-1 150.

## Vývoj
Kořeny typu Baade 152 sahají až do doby druhé světové války, kdy letečtí konstruktéři firmy Junkers experimentovali s letouny s šípovým křídlem. Řada zajatých pracovníků firmy Junkers několik let po válce pracovala v Sovětském svazu v konstrukční kanceláři OKB-1, v níž byl vedoucím konstrukce Ing. Brunolf Baade. OKB-1 vyvinula neúspěšný proudový dálkový bombardér OKB-1 140, který dále rozpracovala do typu OKB-1 150. V uvedené době byly zahájeny práce na civilním dopravním letounu, který by využíval zkušeností s oběma bombardovacími typy. Po návratu německých konstruktérů do NDR jim bylo umožněno pokračovat na tomto dopravním letounu v podniku VEB Flugzeugwerke Dresden sídlícím v Drážďanech.
První prototyp BB-152V-1 (označení též ve tvaru Baade 152-I či Baade 152/I V1) (DM-ZYA) s tandémovým podvozkem poprvé vzlétl 4. prosince 1958. Při druhém letu 4. března 1959 však po ztrátě vztlaku při přetížení havaroval z výšky 300 m. Druhý prototyp BB-152V-2 (DM-ZYB), který již představoval sériové provedení bez zasklené přídě a s příďovým podvozkem, byl zalétán 26. srpna 1960. Po druhém letu 4. září 1960 byl celý projekt zrušen.
Dále byly postaveny draky letounů BB-152S-1 a BB-152-D-1 určené pro statické a dynamické zkoušky. Třetí dokončený letoun (DM-ZYC) nikdy nevzlétl a byl předán Muzeu dopravy v Drážďanech. Plánované sériové letouny BB-152A, objednané pro Interflug, LOT a Iraqi Airways nebyly dokončeny.

## Specifikace (Baade 152/II, výr. č. 009)

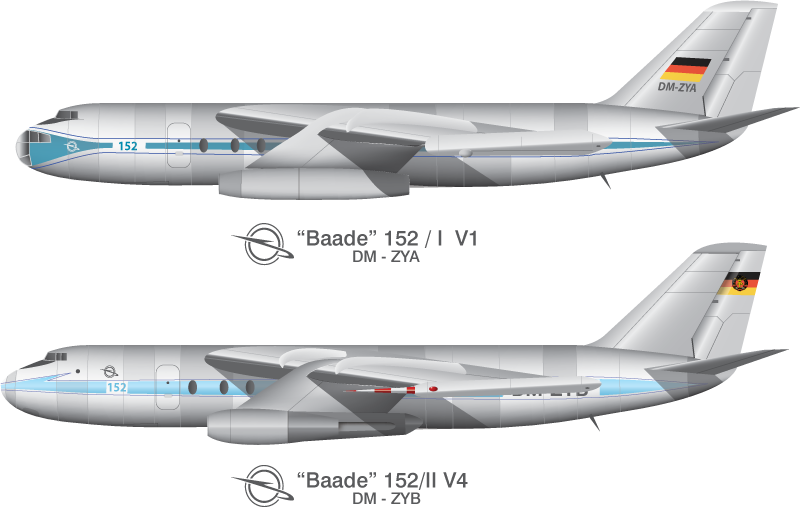
Prototypy Baade BB-152 (DM-ZYA a DM-ZYB

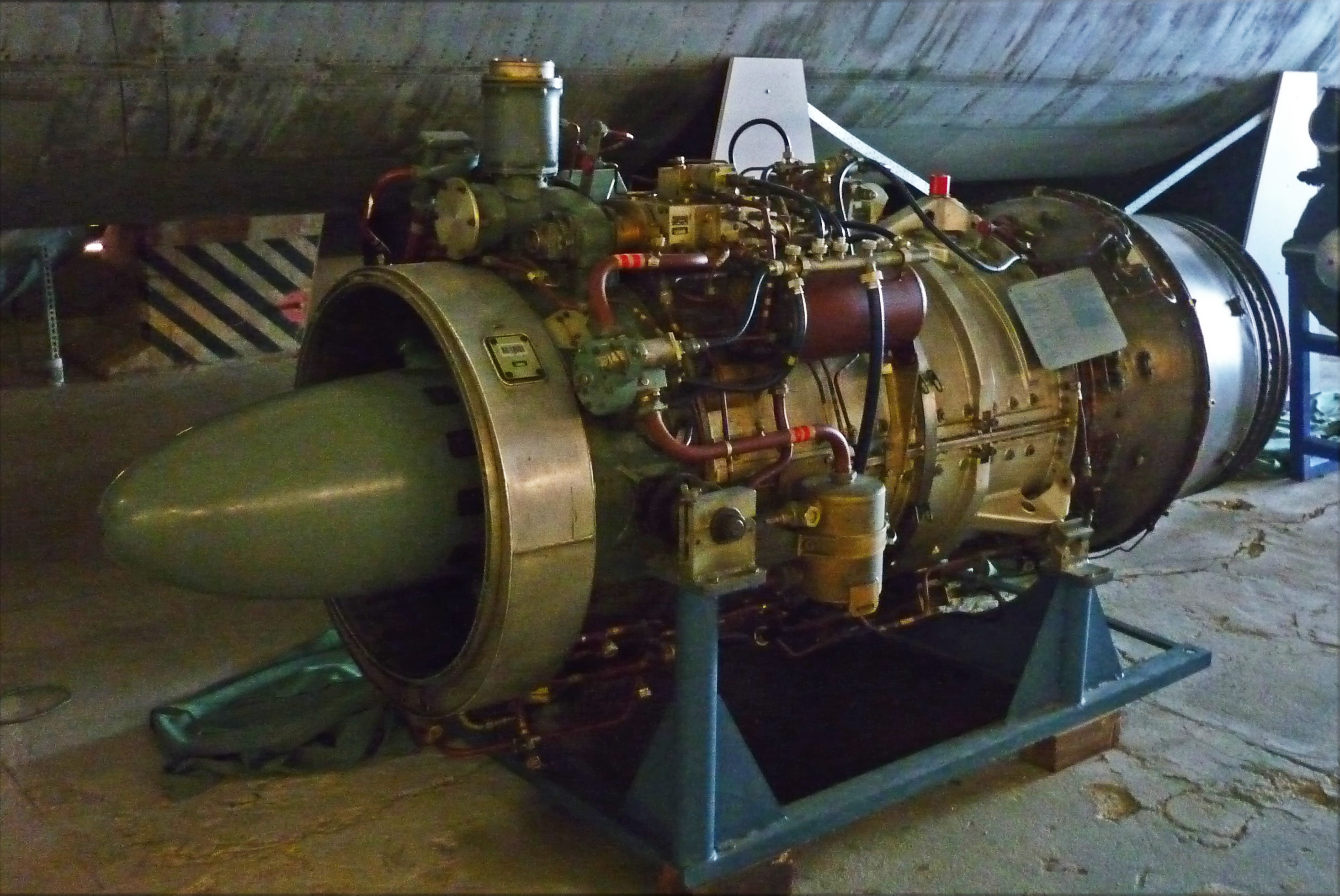
Motor Pirna 014 A

### Technické údaje
- Posádka: 5+1
- Kapacita: 48–72 cestujících
- Rozpětí: 27 m
- Délka: 32,64 m
- Výška: 9 m
- Hmotnost prázdného letounu:
- Max. vzletová hmotnost: 51 430 kg
- Pohonná jednotka: 4 × proudový motor s osovým kompresorem Pirna 014 A-1
- Tah motoru: 3300 kp

### Výkony
- Maximální rychlost: 920 km/h
- Dolet: 2010 km